# Vincent Cavanagh
Vincent Cavanagh (ur. 29 sierpnia 1973 w  Liverpoolu) – angielski wokalista, muzyk, kompozytor i multiinstrumentalista, znany przede wszystkim z występów w grupie Anathema, której członkami są również jego bracia – Jamie (gitara basowa) i Daniel (gitara elektryczna, śpiew, instrumenty klawiszowe).

## Dyskografia
- Valle Crucis – Three Adorations (demo, 1997, wydanie własne)
- Jeff Walker Und Die Flüffers – Welcome To Carcass Cuntry (2006, Cargo Records, gościnnie)[3]
- Petter Carlsen – Clocks Don't Count (2011, Friskt Pust Records, gościnnie)[4]
- Crippled Black Phoenix – Ellengæst (2020, Season of Mist, gościnnie)[5]